# Guida del Dungeon Master
La Guida del Dungeon Master (DMG o DM's Guide; in alcune stampe, Dungeon Masters Guide o Dungeon Master Guide) è un libro di regole per il gioco di ruolo fantasy Dungeons & Dragons. La Guida del Dungeon Master contiene regole riguardanti l'arbitraggio e l'amministrazione di un gioco ed è destinata all'uso da parte del Dungeon Master del gioco.
È un libro che accompagna il Manuale del giocatore, che contiene tutte le regole di base del gioco, e il Manuale dei mostri, che è un libro di riferimento per le statistiche di vari animali e mostri. Il Manuale del Giocatore, la Guida del Dungeon Master e il Manuale dei Mostri sono indicati collettivamente come le "regole base" del gioco Dungeons & Dragons. Sia la Guida del Dungeon Master che il Manuale del Giocatore forniscono consigli, suggerimenti e indicazioni per vari stili di gioco.
Mentre tutti i giocatori, compreso il Dungeon Master, dovrebbero avere a disposizione una copia del Manuale del Giocatore, solo il Dungeon Master dovrebbe fare riferimento alla Guida del Dungeon Master o al Manuale dei Mostri durante il gioco.

## Advanced D&D
L'originale AD&D Dungeon Masters Guide (sic) fu pubblicato da TSR nel 1979. Fu scritta da Gary Gygax e pubblicata in una copertina rigida di 232 pagine con la copertina di David C. Sutherland III. Il libro aveva lo scopo di fornire ai Dungeon Master tutte le informazioni e le regole necessarie per gestire una campagna di D&D. La stampa del 1983 presentava una nuova copertina di Jeff Easley.
Come altri volumi di manuali di Dungeons & Dragons, la Dungeon Masters Guide è passata attraverso diverse versioni nel corso degli anni. L'edizione originale fu scritta da Gary Gygax e curata da Mike Carr, che scrisse anche la prefazione. La copertina originale è stata realizzata da David C. Sutherland III, mentre le illustrazioni interne sono state fornite da Sutherland, D. A. Trampier, Darlene Pekul, Will McLean, David S. LaForce e Erol Otus.
La prima edizione della Guida del Dungeon Master comprendeva le regole di gioco essenziali per il Dungeon Master: creare e gestire personaggi giocanti e non, dirigere i combattimenti e gestire avventure e campagne che durano più sessioni. Il libro includeva anche le statistiche di gioco per gli oggetti magici e i tesori, i dettagli su come utilizzare gli incontri casuali con i mostri e forniva le statistiche per alcuni dei mostri e delle creature di base del gioco. Sono stati introdotti nuovi oggetti magici.
La Guida del Dungeon Master contiene numerose tabelle e grafici per calcolare i danni e risolvere gli incontri in un'avventura tipica, tabelle e regole per la creazione dei personaggi ed elenchi delle varie abilità delle diverse classi di personaggi.
La prima edizione della Dungeon Masters Guide è stata riprodotta come ristampa premium il 17 luglio 2012.

## Advanced D&D Seconda Edizione
La Guida del Dungeon Master di AD&D 2ª Edizione fu pubblicata nel 1989. Questo libro di 192 pagine con copertina rigida è stato disegnato da David "Zeb" Cook e la copertina è stata realizzata da Jeff Easley. All'interno del libro erano presenti illustrazioni di Easley, Clyde Caldwell, John e Laura Lakey, David Dorman, Douglas Chaffee e Jean E. Martin.
Questa Guida del Dungeon Master presentava le regole riviste della seconda edizione, riorganizzate e semplificate per il Dungeon Master. Il libro illustra le opzioni per la creazione dei personaggi, la gestione delle regole di allineamento, le nuove regole per il denaro e l'equipaggiamento, il tesoro e gli oggetti magici, gli incontri, il tempo e il movimento e la gestione dei personaggi non giocanti. Il libro è indicizzato e contiene numerose illustrazioni a colori a tutta pagina.
La seconda edizione della Dungeon Master Guide è stata premiata con ORIGINS e Gamer's Choice. Una nuova versione della Dungeon Master Guide, con una nuova grafica e impaginazione ma con lo stesso testo, è stata pubblicata nel 1995, come parte del 25º anniversario della TSR.
La Guida del Dungeon Master della seconda edizione è stata riprodotta come ristampa premium il 21 maggio 2013.

## Terza Edizione
La Guida del Dungeon Master di D&D della terza edizione è stata pubblicata nel 2000.
Monte Cook, Jonathan Tweet e Skip Williams hanno contribuito alla stesura del Manuale del Giocatore, della Guida del Dungeon Master e del Manuale dei Mostri della terza edizione, e poi ogni designer ha scritto uno dei libri basandosi su quei contributi. Il design del libro è stato affidato a Cook. La copertina è di Henry Higginbotham, mentre gli interni sono opera di Lars Grant-West, Scott Fischer, John Foster, Todd Lockwood, David Martin, Arnie Swekel, Kevin Walker, Sam Wood e Wayne Reynolds. La Guida del Dungeon Master è stata ripubblicata nel 2001 in un'edizione leggermente rivista, correggendo alcuni errori della prima edizione.
Nel 2003 la Guida del Dungeon Master è stata rivista per l'edizione 3.5. David Noonan e Rich Redman sono accreditati per la revisione della Dungeon Master's Guide 3.5. La copertina è di Henry Higginbotham, gli interni di Matt Cavotta, Ed Cox, Lars Grant-West, Scott Fischer, John Foster, Jeremy Jarvis, John e Laura Lakey, Todd Lockwood, David Martin, Raven Mimura, Wayne Reynolds, Scott Roller, Brian Snoddy, Arnie Swekel e Sam Wood.
La Guida del Dungeon Master di D&D (v.3.5) è stata riprodotta come ristampa premium il 18 settembre 2012.

## Quarta Edizione
La Guida del Dungeon Master di D&D della 4ª edizione è stata pubblicata il 6 giugno 2008, contemporaneamente ai volumi che la accompagnano. È un volume cartonato di 224 pagine scritto da James Wyatt. L'illustrazione di copertina è di Wayne Reynolds e quella di quarta di Brian Hagan, mentre le illustrazioni interne sono di Rob Alexander, Steve Argyle, Wayne England, Jason Engle, David Griffith, Espen Grundetjern, Brian Hagan, Ralph Horsley, Howard Lyon, Lee Moyer, William O'Connor, Wayne Reynolds, Dan Scott, Ron Spears, Chris Stevens, Anne Stokes ed Eva Widermann. Oltre a uno sguardo completo su come gestire una campagna o un'avventura della Quarta Edizione, contiene informazioni sulla costruzione degli incontri, sul combattimento acquatico e a cavallo, sulle sfide di abilità, sulle trappole e sui pericoli, sulle ricompense, sulla creazione di PNG, sugli artefatti, sulla creazione di mostri e sui modelli, oltre a una città campione e a una breve avventura, in modo che i DM possano iniziare subito a gestire la loro prima avventura della Quarta Edizione. Sebbene contenga artefatti, è la prima Guida del Dungeon Master a non contenere oggetti magici standard, che sono stati spostati nel Manuale del Giocatore della Quarta Edizione.
Shannon Appelcline, autore di Designers & Dragons, ha sottolineato che il libro ha introdotto cambiamenti meccanici come un "nuovo stile per gli incontri di avventura" e un "sistema di sfide di abilità" che facevano parte delle filosofie di progettazione chiave della Quarta Edizione. Appelcline ha scritto che "oltre a rinnovare le filosofie e le regole, D&D 4e ha anche rinnovato il modello di mondo standard del gioco e la sua cosmologia" e "Wizards ha anche introdotto una nuova ambientazione del mondo che è diventata più conosciuta come 'Nentir Vale'".
Nel settembre 2009, è stata pubblicata la Guida del Dungeon Master 2. È stata scritta da James Wyatt, con Bill Slavicsek, Mike Mearls e Robin D. Laws. Appelcline ha scritto: "La Guida del Dungeon Master originale aveva trattato l'avventura eroica (livelli 1-10), quindi ora la Guida del Dungeon Master 2 tratta in dettaglio l'avventura paragon (livelli 11-20). Tuttavia, il libro contiene anche molto altro, tra cui consigli sulla narrazione, sfide di abilità e personalizzazione dei mostri, e il ritorno di una delle ambientazioni più amate di D&D". L'"ambientazione di Sigil, amata dai fan", è stata rivisitata in modo approfondito l'ultima volta nel Planescape Campaign Setting (1994) per la seconda edizione.
Come parte della linea di prodotti Essentials, pensati come un facile punto d'ingresso per i nuovi giocatori, Wizards of the Coast ha pubblicato un Dungeon Master's Kit (2010) che includeva un libro di dimensioni ridotte per il Dungeon Master contenente molto dello stesso materiale della Guida del Dungeon Master della 4ª edizione, oltre a un modulo di avventura in due parti e un set di pedine di cartone per i mostri.

## Quinta Edizione
La Guida del Dungeon Master della 5ª edizione di Dungeons & Dragons è stata pubblicata nel 2014 come l'ultimo dei tre libri di regole fondamentali per la nuova edizione. Crawford e Mike Mearls sono i co-responsabili della progettazione della Quinta Edizione di Dungeons & Dragons. Polygon ha riferito che il libro "è di gran lunga il più denso tra i libri di regole ancora pubblicati, ma ha lo stesso prezzo di copertina - 50 dollari negli Stati Uniti".
Il libro ha vinto il premio ENnie "Best Supplement" Gold 2015 e i premi Origins 2015 "Best Role-Playing Game Supplement" e "Fan Favorite".
Henry Glasheen, per SLUG Magazine, ha scritto: "La Quinta Edizione, ai miei occhi, è il nuovo gold standard per i giochi di ruolo da tavolo basati sul D20. Elimina la noia dei sistemi e delle statistiche e li sostituisce con la vera sostanza del gioco di ruolo: storie profonde e coinvolgenti. Ho spesso pensato che la Guida del Dungeon Master fosse il manuale di D&D più vestigiale, ma la Quinta Edizione ha elevato questo libro precedentemente terziario a qualcosa di molto più importante e utile".
Jonathan Bolding, per Escapist Magazine, ha scritto: "Tuttavia, dopo aver terminato il libro è chiaro che mentre molti critici - me compreso - pensavano che questo sistema si sarebbe basato sulla DMG, la DMG ha solo confermato ciò che già sapevamo essere la Quinta Edizione di D&D. Questa è una storia vivente di D&D, una raccolta di ciò che il gioco è stato finora. Perfezione, non innovazione. Opzioni, non prescrizioni".
In una recensione della Dungeon Master's Guide su Black Gate, Scott Taylor ha detto: "La DMG della 5E dedica le prime 127 pagine a insegnare a un giocatore alle prime armi come [essere] un Dungeon Master in questo sistema. Laddove Gygax partiva dal presupposto che un aspirante DM dovesse sedersi a un tavolo come giocatore e imparare il sistema da un altro, farsi ispirare e poi estrapolare ciò che aveva imparato in prima persona, i ragazzi [della] Wizards of the Coast sono andati nella direzione opposta e credono che chiunque compri questo libro non abbia mai giocato a D&D prima e abbia bisogno di istruzioni su come fare il DM".